# 最上政三

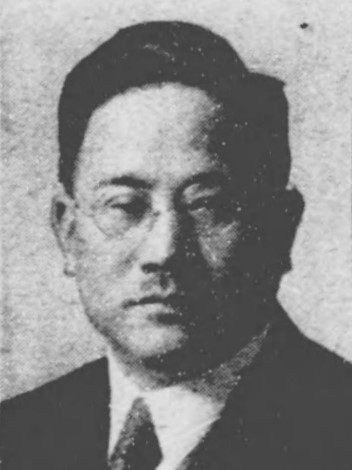
最上政三

最上 政三（もがみ まさぞう、1891年8月21日 - 1977年2月19日）は、日本のジャーナリスト・政治家。衆議院議員（4期）、逓信院政務官を務めた。

## 経歴
群馬県群馬郡室田村（現・高崎市）出身。逓信省逓信講習所から中央大学へ進み、大学卒業後万朝報に入社。政治部長を務めた後、1930年の衆議院議員選挙に立憲民政党公認で出馬して辛くも当選を果たす。以後衆院議員を通算4期務め、この間1945年に逓信院政務官となっている。
戦後、日本進歩党結成に参加するが公職追放に遭い、身代わりとして妻の最上英子が総選挙に立ち日本最初の女性議員の一人となった。公職追放後の1955年に高崎市長選挙に出馬するが、住谷啓三郎に敗れた。
人当たりのよさで知られ、庶民に人気があった。また、教育者としても知られ、人材育成に尽力した。私財を投じて人材育成塾「最上塾」を設立、自ら塾長に就任。門弟は1000人以上といわれる。元参議院議員の最上進は養嗣子（妻・英子の甥にあたる）。